# Climacteridae
Climacteridae Sélys Longchamps, 1839 è una famiglia di uccelli dell'ordine Passeriformes.

## Descrizione

Cormobates leucophaea.

Si tratta di uccelli di piccole dimensioni (14-19 cm), dall'aspetto robusto e massiccio, con grossa testa squadrata che sembra direttamente incassata nel torso, becco sottile e appuntito lievemente adunco nella parte distale, coda piuttosto rigida e rettangolare, ali appuntite e zampe ben sviluppate e dalle forti dita artigliate: nel complesso, questi uccelli ricordano dei tordi dal becco corto.
La livrea è sobria e dominata dai toni del grigio o del bruno, con testa e area ventrale in genere più chiare e non di rado con gola striata: le femmine possiedono solitamente livrea più sobria rispetto ai maschi.
I due generi sono piuttosto simili fra di loro, ma sono presenti alcune differenze:
- in Climacteris il becco è nero, in Cormobates è più chiaro;
- le femmine di quest'ultimo presentano sfumature rossicce sulla faccia, mentre in Climacteris il rosso delle femmine è sul petto;
- i richiami di Cormobates sono più complessi rispetto a Climacteris, e variano nei due sessi;
- il colore delle uova è differente;

## Distribuzione e habitat
La famiglia è quasi interamente endemica dell'Australia (ad eccezione della Tasmania), della quale le varie specie popolano le aree alberate: una singola specie (il rampichino papua) vive nella foresta montana della Nuova Guinea.

## Biologia
La famiglia Climacteridae è essenzialmente l'equivalente oceaniano dei rampichini: questi uccelli, infatti, sono instancabili scalatori di alberi, la cui corteccia ispezionano minuziosamente con il becco per reperire il cibo (piccoli artropodi).

Il nido viene costruito in cavità dei tronchi: le coppie vengono talvolta aiutate da altri individui nella cova e nell'allevamento della prole. Le specie ascritte alla famiglia sono in genere residenti, ma il pattern di dispersione dei giovani al momento dell'indipendenza varia in maniera netta nei due generi.

## Tassonomia
La famiglia comprende 2 generi, per un totale di 7 specie viventi:
Famiglia Climacteridae
- Genere Cormobates
  - Cormobates leucophaea (Latham, 1801) - rampichino golabianca
  - Cormobates placens (Sclater, 1874) - rampichino papua
- Genere Climacteris
  - Climacteris erythrops Gould, 1841 - rampichino cigliarosse
  - Climacteris affinis Blyth, 1863 - rampichino cigliabianche
  - Climacteris rufus Gould, 1841 - rampichino rossiccio
  - Climacteris picumnus Temminck, 1824 - rampichino bruno
  - Climacteris melanurus Gould, 1843 - rampichino golanera

A dispetto delle somiglianze morfologiche e comportamentali (frutto di convergenza evolutiva), i climacteridi non sono imparentati con i Certhiidae, bensì fanno parte di un clade molto basale della radiazione evolutiva australasiana degli uccelli canori e risultano molecolarmente affini sia al clade Atrichornitidae-Menuridae che agli uccelli giardinieri della famiglia Ptilonorhynchidae.